# Medicosma obliqua
Medicosma obliqua är en vinruteväxtart som beskrevs av Thomas Gordon Hartley. Medicosma obliqua ingår i släktet Medicosma och familjen vinruteväxter. Inga underarter finns listade i Catalogue of Life.